# Quercus cubana
Quercus cubana är en bokväxtart som beskrevs av Achille Richard. Quercus cubana ingår i släktet ekar, och familjen bokväxter. Inga underarter finns listade.